# Khirbat az-Zuna

Das Quadriburgium Khirbat az-Zuna nach den Forschungen von 2006 bis 2008

Khirbat az-Zuna, das auch unter dem Namen als Khirbet ez-Zona und Khirbet es-Zona (arabisch: Khirbat, Chirba = Ruinenstätte) bekannt wurde, ist ein spätrömisches Militärlager, dessen Besatzung für Sicherungs- und Überwachungsaufgaben am vorderen Limes Arabiae et Palaestinae in der spätantiken Provinz Arabia zuständig war. Das Baudenkmal befindet sich in der jordanischen Wüste, 2,70 Kilometer östlich der eisenzeitlichen Siedlung und nabatäischen Residenz Khirbat al-Mudayna auf 650 Metern Seehöhe im Gouvernement Amman in Jordanien.

## Lage
Das Kastell befindet sich auf einem Geländesporn, 46 Meter über einer hier von Nordosten nach Südwesten verlaufenden Flussschleife des Wadi ath-Thamad. Sowohl die Südwestflanke als auch die Nordostflanke werden durch kleine kurze, tief eingegrabene Zuläufe zum Wadi gesichert. Es entwässert sich letztendlich über das Wadi Al-Hidan in das bedeutende Wadi Mudschib, das wiederum in das Tote Meer fließt. Vom Standort des Kastells aus hatten die römischen Soldaten einen ausgezeichneten Blick in das Wadi, was sicher ausschlaggebend für die Wahl dieses Platzes war. Der Blick nach Norden und Westen ist dagegen eingeschränkt, da das Castellum nordwestlich der höchsten Erhebung des Geländesporns liegt. Das Klima der Region entspricht dem subtropisch-ariden Zonobiom, das für Wüstenlandschaften typisch ist.

## Forschungsgeschichte
Zum ersten Mal wurde die Ruinenstätte (arabisch: Khirbat, Chirba) durch zwei in den Jahren 1897 und 1898 durchgeführte Forschungsreisen des österreichischen Althistorikers Alfred von Domaszewski (1856–1927) und des deutsch-amerikanischen Philologen Rudolf Ernst Brünnow (1858–1917) bekannt, die den römischen Limes und viele weitere antiken Stätten der einstigen Provinz Arabia besuchten. Den Namen des Ortes überlieferten die beiden als „ez-Zânije“.
Im Jahr 1934 berichtete der amerikanische Biblische Archäologe Nelson Glueck (1900–1971), der in der zweiten Hälfte der 1930er Jahre viele Bauten des römischen Limes in Jordanien besuchte, über Khirbat az-Zuna. Er gab damals jedoch mit lediglich 30 × 30 Metern ohne die Ecktürme falsche Maße für den Bau an und konnte den Torbau nicht identifizieren. Später war auch der amerikanische Provinzialrömische Archäologe Samuel Thomas Parker (1950–2021) vor Ort. Der Archäologe war von 1980 bis 1989 Leiter einer Mannschaft aus Wissenschaftlern unterschiedlicher Disziplinen, die im Rahmen des Limes Arabicus Projects ihren Schwerpunkt auf den römischen Grenzverlauf in Zentraljordanien gelegt hatten. Parker berichtete bereits 1979, dass das Kastell auf einer von Menschenhand geschaffenen Geländeaufschüttung errichtet worden war, wofür bei der Ausgrabung 2005 jedoch kein Beleg gefunden werden konnte. Der Archäologe erstellte auch einen neuen Plan, in dem Khirbat az-Zuna nun 44 × 40 Meter groß war und erklärte, den etwas ungenauen Plan von Glueck ersetzen zu wollen. Merkwürdigerweise griff Parker 1986 doch auf Gluecks Plan zurück.
Die Ausgrabung des spätantiken Castellum war Teil der von 1997 bis 2014 laufenden Forschungen für das Wadi ath-Thamad Project, das unter der Leitung der Biblischen Archäologin Paulette M. Michèle Daviau von der Wilfrid Laurier University in Kanada stand. Die Forschungen umfassten über die Jahre mehr als 150 archäologische Stätten, die vom Paläolithikum bis in die osmanische Besatzungszeit reichte. Khirbat az-Zuna wurde für die Untersuchungen ausgewählt, da ältere Pläne und Beschreibungen Diskrepanzen aufwiesen. Daher fanden 2005 neue topographische Überprüfungen sowie archäologische Ausgrabungen statt. Als örtlicher Grabungsleiter fungierte der Biblische Archäologe Jonathan Ferguson. Ab dem Beginn der Grabungen im Jahr 2006 konzentrierte er die Untersuchungen auf den nordwestlichen Teil der Umfassungsmauer und grub dort an der Nordhälfte des Kastelltores und an dem flankierenden nördlichen Torturm. Ziel war es, das Aussehen und die Konstruktion des Tores zu erfassen. Weitere Untersuchungen während der 10. und 11. Kampagne des Wadi-Projekts in den Jahren 2007 und 2008 schlossen die Ausgrabungen am Tor ab. In dieser Zeit wurde auch im Kastellinnere gegenüber dem Tor und entlang der Außenfront des nordwestlichen Eckturms gegraben.

## Baugeschichte
In seinem Geschichtswerk Res Gestae des um 395 verstorbenen Ammianus Marcellinus beschreibt dieser die spätantike Provinz Arabia. Dort gebe es „… hervorragende Möglichkeiten für Handelsbeziehungen und stark ausgebaute große und kleine Kastelle, um die Angriffe der benachbarten Stämme abzuwehren … In diesen Gemeinden befinden sich auch einige große Städte, Bostra und Gerasa sowie Philadelphia, die durch die Stärke ihrer Mauern sehr sicher sind.“ Ammianus betont mit seinen Aussagen ganz besonders, die Abhängigkeit des wirtschaftlichen Wohlstands von einem effektiven Grenzschutzsystem und zusätzliche rückwärtige Sicherungsmaßnahmen für die wichtigsten Großstädte.

### Historischer Überblick
Die Befestigung des Limes Arabicus in diesem Gebiet begann mit der Annexion des Nabatäerreiches während der Regierungszeit des Kaisers Trajan (98–117) im Jahr 106 n. Chr. Zur Sicherung der neugewonnenen Gebiete ließ der Kaiser zwischen 107 und 114 n. Chr. mit der Via Traiana Nova eine von Süden nach Norden verlaufende Militärstraße entlang des Limes anlegen, die von der Hafenstadt Aila (Akaba) am Roten Meer bis zum Legionslager Bostra im heutigen Syrien reichte. Verantwortlich dafür war die dort stationierte Legio III Cyrenaica. Die römische Armee war über die Jahrhunderte jedoch wiederholt gezwungen, die Grenzbefestigungen immer weiter auszubauen. Mit den Reformen Kaiser Diokletians und der wachsenden Bedrohung durch die Sassaniden erreichten diese Bemühungen einen Höhepunkt.

### Umfassungsmauer
Das fast quadratische, einschließlich der Seitentürmen rund 43,80 × 43,80 Meter (= 0,19 Hektar) umfassende Quadriburgium, wurde auf einem Geländesporn über dem rund 30 Meter tiefen liegenden, weitaus mäandernden Wadi ath-Thamad gegründet. Der Bautypus des Quadriburgium war seit der Regierungszeit des Kaisers Diokletian (284–305) und der von ihm begründeten Tetrarchie bekannt geworden. Der rechteckige, mit seinem einzigen Tor nach Nordwesten orientierte Bau besitzt vier, mit 2,60 Metern weit aus dem Verband der Wehrmauer hervorspringende rechteckige Ecktürme, die durchschnittlich 4,80 Quadratmeter umfassen. Des Weiteren gibt es drei gleichfalls rechteckige Zwischentürme, die mittig in den südwestlichen, südöstlichen und nordöstlichen Kurtinen sitzen. Sie sind 5,00 Meter breit und 2,90 Meter tief. Das einspurige Tor, das eine 3,50 Meter breite Durchfahrt besitzt, wird ebenfalls durch je einen rechteckigen Torturm flankiert. Diese beiden Tortürme fallen in ihrer Ausdehnung kleiner aus und messen 4,30 × 2,60 Meter. Insgesamt konnten die aus Quadern erbauten Türme mit rund einem Meter Stärke eingemessen werden. Die Kurtinen waren mit Ausnahme der Nordwestseite, in der sich das Tor befand, 16,80 Meter lang, torseitig jedoch nur 12 Meter.
Die 2–2,50 Meter beziehungsweise 2,40 Meter starke Umfassungsmauer und die Türme waren unmittelbar auf den anstehenden Felsen aufgesetzt worden. An den Außenseiten der Anlage hatten die Erbauer auf ein repräsentatives Quadermauerwerk Wert gelegt, während die Innenseite der Wehrmauer aus roh zugerichteten Blöcken bestand, zwischen deren Ritzen kleinere Bruchsteine gesetzt waren. Insgesamt bestand die Umfassungsmauer aus drei Schalen, zwischen die Bruchsteine verfüllt waren. Ein gedeckter Abwasserkanal führte durch das Kastelltor hinaus.

### Innenbebauung
Im Kastellinneren konnten einige römerzeitliche Mauerzüge verfolgt werden, doch ließ sich kein erkennbares Muster mehr feststellen, da das Bauwerk in späterer Zeit als Grabstätte wiederverwendet worden war und die Fülle der teils beraubten Gräber viel Strukturen unkenntlich machte. Die meisten der erkannten 15 Mauerzüge scheinen jedoch ungefähr parallel zu den Kurtinen des Kastells zu verlaufen. Ein besonders starker Mauerzug lag im Bereich des südöstlichen Intervallturms. Ein auffällig gestalteter Mauerstein deutete darauf hin, dass sich dieser Turm mit seinen Flanken in das Kastell hinein erstreckt haben könnte und so möglicherweise als Principia gedient haben könnte. Keramische Wasserrohrfragmente, einige noch verkleidet, wurden im und um das Castellum herum gefunden, vor allem aber im inneren nördlichen Zentralbereich der Fortifikation. Insgesamt scheinen diese Befunde darauf hinzuweisen, dass die Garnison nicht nur ein Stabsgebäude, sondern möglicherweise auch ein kleines Badehaus besessen haben könnte.

### Spolien
Wie die Grabungen ergaben, war beim Bau der Anlage eine Reihe älterer hellenistischer und nabatäischer Architekturelemente als Spolien wiederverwendet worden. Unter den dokumentierten Bauteilen handelt es sich um bossiert Werkstücke, ein ionisches Kapitell, ein nabatäisches Kapitell, Triglyphen, Metopenfriesblöcke, verzierte Steinmetzarbeiten sowie eine nabatäische Inschrift, die im nördlichen Torturm entdeckt wurde. Die Quantität und Qualität der Spolien, die in die Mauern des Castellum verbaut wurden, zeigen, dass unter anderem ein oder mehrere vorrömische Monumentalbauten, wie beispielsweise Tempel, niedergelegt wurden, um die Fortifikation zu errichten. Das Fehlen hellenistischer oder nabatäischer Keramik in Khirbat az-Zuna legt auch nahe, dass die Spolien von einem unbekannten Ort dorthin transportiert worden sein müssen, vielleicht gar aus Umm al-Walid oder Madaba.

### Datierung
Die Datierung der Keramiken und Münzen aus den Ausgrabungen legt nahe, dass das Castellum im späten dritten oder frühen vierten Jahrhundert n. Chr., vielleicht unter Kaiser Diokletian, erbaut und bis zu seiner Aufgabe in byzantinischer Zeit militärisch besetzt war. Denn während die meisten anderen Militärplätze im späten 5. Jahrhundert aufgegeben wurden, erscheint es in Khirbat az-Zuna so, dass es zum Schutz der vorbeiführenden Karawanenroute noch während der gesamten byzantinischen Zeit weiter in Betrieb war. Die Eroberungszüge der Muslime machten im frühen 7. Jahrhundert auch Khirbat az-Zuna ein Ende.
Im Folgenden wird das von Parker 1976 an diesem Fundplatz gesammelte keramische Material nach der von ihm 2006 veröffentlichten Datierung quantifiziert. Es konnte damals mit 326 Keramikfragmenten reichhaltiges Oberflächenmaterial aufgelesen werden. Von diesem Material wurden 75 Scherben genauer datiert:
| Anzahl | Zeitstellung           | Bemerkung           |
| ------ | ---------------------- | ------------------- |
| 5      | eisenzeitlich II       | ca. 900–539 v. Chr. |
| 17     | spätrömisch IV         | ca. 284–324         |
| 41     | frühbyzantinisch I–III | ca. 324–450         |
| 12     | spätbyzantinisch I–IV  | ca. 502–636         |

## Außenanlagen
Das Kastell ist von einer großen, ovalen Umfassungsmauer umgeben. Sie ist in Nordsüdrichtung 126 Metern und in Ostwestrichtung 153 Meter breit. Mit Ausnahme ihrer Westseite folgt diese Mauer dem äußeren Rand der Geländekuppe auf der sich die Fortifikation befindet. Obgleich die Mauer heute teils erhebliche Lücken aufweist, kann ihr Umfang an anderen Stellen deutlich dokumentiert werden. Im Süden war ihr Erhaltungszustand während der Forschungen Fergusons noch sehr gut. Dort zieht sie leicht nach innen, zum Kastell hin, ein. Auch bei dieser Mauer wurden Spolien eingesetzt. Der teils schlechte Zustand dieser Umfriedung macht eine Deutung schwierig. Innerhalb des Ovals wurden Reihen weiterer Mauerlinien eingebaut. Insbesondere westlich und südlich des Kastells, also an Stellen, an denen die Umfassungsmauer am weitesten vom Castellum entfernt liegt. Im Westen umschließen mehrere rechtwinklig zueinander stehende Mauern große Flächen, die möglicherweise als Tiergehege genutzt wurden. Wie im Innern des Kastells befanden sich auch innerhalb der Umfriedung mehrere, teils beraubte nachrömische Gräber, die sich insbesondere im Osten der Fortifikation gruppierten.

## Eine nabatäische Inschrift
Die als Spolie im nördlichen Torturm verbaute fünfzeilige nabatäische Inschrift war nach ihrer zweckentfremdeten Wiederverwendung in ihrem sekundären Kontext nicht mehr lesbar. Der Text dieser 2006 entdeckten Inschrift ist nur unvollständig erhalten und teilweise unleserlich, doch enthält er fünf Textzeilen, in denen fünf Personen erwähnt werden. zwei davon werden „Baṭalu“ genannt, ein bis dahin unbekannter Name im nabatäischen Onomastikon.
…

…{š}l{m} {l/n}{d/r}l{ʾ}{l/n}. qysr sl{y}.

bṭlw br wtr{w} {..}{d/r}ʾn{k}…

bṭlw br grš br wtr{w} kt

b ydh
Übersetzung: „… {fraglich} {l/n}{d/r}l{ʾ}{l/n}. Caesar sl{y}. Baṭalū, Sohn des Witr{ū} {..}{d/r}ʾn{k}… Baṭalū, Sohn des Garš, Sohn des Witrū schrieb [dies] mit der Hand.“
Leider kann die Inschrift nicht näher datiert werden, da der Name des römischen Kaisers nicht erhalten blieb. Deutlich wird jedoch, dass die Nabatäer ihre Datierungen gleich den Römern vornahmen. Ferguson mutmaßte, dass die Inschrift im zweiten Jahrhundert n. Chr. entstanden sein könnte. Spätestens nach der Annexion des Nabatäerreiches im Jahr 106 n. Chr. durch das Imperium Romanum wurde Rom die uneingeschränkt führende Macht des Landes.

## Spätantiker vorderer Limesverlauf zwischen Khirbat az-Zuna und dem Qasr eth-Thuraiya
| Name/Ort                                                 | Beschreibung/Zustand |                            |
| -------------------------------------------------------- | --- | -------------------------- |
| Khirbat az-Zuna                                          | siehe oben |                            |
| Museitiba/ el-Museitbeh/ Musaytiba/ Khirbat al-Musaytiba | Rund sechs Kilometer ostsüdöstlich von Kastron Mefaa entfernt, befinden sich die relativ gut erhaltenen Baureste von Museitiba. Hier unternahm Parker 1976 mit seinem Limes Arabicus Survey Project eine Feldbegehung, um über das damit gesammelte Fundgut Aussagen zur antiken Nutzung dieses Ruinenstätte machen zu können. Im Jahr 1997 fand unter der Leitung des Archäologen Chang-Ho C. Ji von der La Sierra Universität im Rahmen des Dhiban Plateau Survey Projects eine erneute Untersuchung an diesem Ort statt. Chang-Ho C. Ji und seine Kollegen sahen in einer mächtigen, 20 × 21,30 Meter umfassende rechteckigen Plattform, die noch rund 3,30 Meter hoch erhalten war, eine nabatäische Kultstätte. Glueck, der diesen Ort ebenfalls untersuchte, entdeckte im Inneren der Plattform überwölbte Kammern. Eine sehr ähnliche Plattform wurde durch von Domaszewski und Brünnow auch im Vicus des Legionslagers Betthorus beobachtet. Angrenzend an diese fast quadratische Struktur befindet sich ein großer Gebäudekomplex, der aus einer Vielzahl von Mauerzügen und Räumen besteht. Die Mitte dieses Komplexes bildete wohl ein großer Innenhof von etwa 30 × 35 Metern. Dieser nach einem geplanten Gesamtkonzept errichtete Gebäudekomplex scheint nach Chang-Ho C. Ji in der Antike für öffentliche und militärische Zwecke verwendet worden zu sein. Über Nutzungsdetails lässt sich heute jedoch nicht mehr viel ausgesagt, da wesentliche Teile des Bauwerks stark gestört sind und ein Großteil seines Baumaterials dem Steinraub für das nahegelegenen moderne Dorf anheimgefallen ist. Ungefähr 70 Meter nordöstlich dieser Gebäudestruktur liegt ein 13 × 24 Meter großes, rechteckiges Wasserreservoir mit Stufen im Inneren, die von seiner nordwestlichen Ecke 6,30 Meter tief hinabführen. Chang-Ho C. Ji ordnete diesen Wasserspeicher der römischen Epoche zu. Glueck sah hier bei einem Vergleich mit ähnlichen Bauten am Kastron Mefaa eher einen byzantinischen Ursprung. Dieses Reservoir wurde in den anstehenden Felsen gehauen. Auf die Innenwände und Stufen der Zisterne ist ein Lehmverputz aufgetragen worden, der eine große Anzahl antiker Keramikscherben enthält. Die unmittelbare Umgebung dieses Reservoirs sah 1997 im Wesentlichen noch so aus, wie sie Glueck beschrieben hatte. Zu einer der Längsseiten der Zisterne war ein länglicher Erdhügel angelegt worden, der Regenwasser in das Becken hineinlenken konnte. An der südöstlichen Ecke dieses Reservoirs befindet sich eine Rinne, die zu einer Öffnung in der Wand des Wasserspeichers führt, um die Niederschläge dorthin zu kanalisieren. Auch westlich und östlich dieses Reservoirs werden drei weitere Zisternen bis heute genutzt. Eine von diesen liegt rund 150 Meter östlich des erstgenannten Reservoirs. Ihre Innenwände sind jedoch mit modernem Zement verputzt. Die beiden anderen Wasserspeicher befinden sich ebenfalls in der unmittelbaren Umgebung des zuletzt genannten Reservoirs. Etwa 130 Meter östlich der quadratischen Hauptstruktur lassen sich die Reste eines einzelnen, nur rund 3 × 4 Meter großen Gebäudes aus grob behauenen Kalksteinblöcken erkennen. In diesem Bereich sind auch einige weitere Grundmauern und ein Schutthaufen erkennbar. Etwa 100 Meter südlich der kleinen Baustruktur befindet sich ein weiteres, völlig zerstörtes Gebäude mit Mauerzügen, die ein rechteckiges Gebäude bilden. Die Gesamtabmessung dieses Gebäudes beträgt rund 4 × 17 Meter und umfasst mindestens vier Räume. Weitere Mauerzüge sind an der West- und Südseite dieses Bauwerks gut zu erkennen. Glueck sammelte eine beträchtliche Anzahl an nabatäischen Keramikscherben und Sigillatafragmenten. Parker besuchte den Fundplatz im Juni 1933 ebenfalls. Dabei konnten 314 Scherben aufgelesen werden, von denen 46 bestimmbar waren. Sein Material umfasste Keramiken der Eisenzeit I und II sowie der Nabatäer, Römer, Byzantiner und des Frühislam. Das Untersuchungsteam auf dem Dhibān-Plateau sammelte 386 Scherben, darunter spätbronzezeitliche, eisenzeitliche, hellenistische, nabatäische, römische, byzantinische, frühislamische und mittelislamische Keramik. Die früheste Besiedlung von Museitiba basiert auf der spätbronzezeitlichen und eisenzeitlichen Keramik. Nach einer heute angenommenen, langen Besiedlungslücke während der späten Eisenzeit und der persischen Epoche, scheint der Platz anschließend mindestens dreimal neugenutzt worden zu sein. Während der spätrömischen Zeit stand hier nach Parker ein Wachturm. Heute ist das Ruinengelände durch Raubgräber bedroht. Anschließend wird das von Parker 1976 an diesem Fundplatz gesammelte keramische Fundmaterial nach der von ihm 2006 veröffentlichten Datierung quantifiziert. Von den insgesamt 314 festgestellten Scherben wurden 46 näher bestimmt. \| Anzahl \| Zeitstellung \| Bemerkung \| \| ------ \| ---------------------- \| -------------------------- \| \| 7 \| eisenzeitlich I \| ca. 1200–900 v. Chr. \| \| 5 \| eisenzeitlich II \| ca. 900–539 v. Chr. \| \| 15 \| frührömisch-nabatäisch \| ca. 63 v. Chr.–135 n. Chr. \| \| 10 \| spätrömisch I-IV \| ca. 135–324 \| \| 6 \| frühbyzantinisch I-II \| ca. 324–400 \| \| 1 \| umayadisch \| ca. 661–750 \| \| 2 \| modern \| \| |                            |
| Qasr eth-Thuraiya                                        | → Hauptartikel : Qasr eth-Thuraiya [ 30 ] |                            |
| Anzahl                                                   | Zeitstellung | Bemerkung                  |
| 7                                                        | eisenzeitlich I | ca. 1200–900 v. Chr.       |
| 5                                                        | eisenzeitlich II | ca. 900–539 v. Chr.        |
| 15                                                       | frührömisch-nabatäisch | ca. 63 v. Chr.–135 n. Chr. |
| 10                                                       | spätrömisch I-IV | ca. 135–324                |
| 6                                                        | frühbyzantinisch I-II | ca. 324–400                |
| 1                                                        | umayadisch | ca. 661–750                |
| 2                                                        | modern |                            |